# Shaib
Shaib o Sha'ib (àrab: شعيب, Xuʿayb) o xeicat de Shaib (àrab: مشيخة الشعيب, maxyaẖat ax-Xuʿayb) fou un petit estat tribal al Protectorat d'Aden, al sud d'Aràbia. La zona és ara part de la República del Iemen.

## Història
El xeicat de Sha'ib va establir-se en una data incerta en el segle xviii sota la dinastia dels al-Saqladi. Després d'establir-se el protectorat britànic al segle xix, formà part del protectorat occidental d'Aden, fins que el 1963 va ingressar a la Federació d'Aràbia del Sud formada l'any anterior.
El seu últim xeic Yahya Mohamed Al-Kholaqi Al-Saqladi, va haver de fugir el 1967 després de la fundació de la República Popular del Iemen del Sud; es va refugiar a l'Aràbia Saudita i va morir a Jeddah al juliol de 2001.

## Governants
Els governants del xeicat de Sha'ib rebien el títol de Xaykh Xayb, ‘xeic de Sha'ib’.

### Xeics
- c.1850 - 1880 Mani al-Saqladi
- 1880 - 1915 Ali ibn Mani al-Saqladi
- 1915 - 1935 Mutahhar ibn Mani al-Saqladi
- 1935 - 1948 Muhammad ibn Muqbil al-Saqladi
- agost de 1948 - 1954 Kassem ibn Mused ibn Ali al-Saqladi
- 1955 - 30 de març de 1963 Yahya ibn Muhammad al-Saqladi
- 1963 - 7 de juliol de 1965 Nashir ibn Abd Allah al-Saqladi
- 10 de juliol de 1965 - juny de 1967 Yahya ibn Muhammad Al Kholaqi al-Saqladi